# جون كوبيرن (سياسي)
جون كوبيرن هو ضابط وقاضي ومحامي وسياسي أمريكي، ولد في 27 أكتوبر 1825 في إنديانابوليس في الولايات المتحدة، وتوفي بنفس المكان في 28 يناير 1908. نشط حزبياً في الحزب الجمهوري. وقد انتخب عضو مجلس نواب إنديانا ‏ وانتخب عضو مجلس النواب الأمريكي.